# بيو إي كوفيد-19
بيو إي كوفيد-19 (بالإنجليزية: Bio E COVID-19)‏؛، هو لقاح مرشح ضد مرض فيروس كورونا، تعمل شركة بيولوجيكال إي ليمتد الهندية على تطويره وإنتاجه بتقنية وحدات البروتين الفرعية بالتعاون مع كلية بايلور للطب وشركة «دينافاكس تكنولوجيز كورب» (بالإنجليزية: Dynavax Technologies Corp)‏، وهو مخصص للإعطاء عن طريق الحقن العضلي.

## الأبحاث السريرية
بدأت الشركة تطوير اللقاح في الربع الأوّل من عام 2021، ودخل اللقاح المرحلة الأولى من التجارب السريرية بمشاركة 360 متطوعًا لتقييم سلامة ومناعة اللقاح، ثم اختتمت المرحلة الثانية في أبريل من العام نفسه، وفي نفس الشهر أذن المراقب العام للأدوية في الهند ببدء المرحلة الثلاثة من التجارب، إذ أعلن أنها ستجرى على 1268 متطوعًا معافى تتراوح أعمارهم ما بين 18 و80 عامًا، موزعين على 15 منطقة هندية، والهدف من هذه التشكيلة اختبار فعالية اللقاح على نطاق أوسع لدعم أبحاث ودراسات تطويره.